# Оскар Апфель
Оскар Апфель (англ. Oscar Apfel; 17 січня 1878 р. — Клівленд, Огайо, США — 21 березня 1938 р. Голлівуд, Лос-Анджелес, Каліфорнія, США) — актор кіно і театру, режисер, продюсер.

## Біографія
Народився 17 січня 1878 році в Клівленд, Огайо, США.  Після кількох років у комерції він вирішив прийняти сцену як професію. Отримав свою першу професійну частку у 1900 році у своєму рідному місті. Він швидко піднявся і незабаром обійняв посаду режисера та продюсера, і на той час був відзначений як наймолодший режисер в Америці.  Він провів 11 років на сцені Бродвею, потім приєднався до Edison Manufacturing Company. У 1911–1912 рр. Апфель був першим режисером для Thomas A. Edison, Inc.,  де він зняв інноваційний короткометражний фільм « Перехожий» (1912). Він також провів деякі експериментальні роботи в лабораторії Едісона в Оранжі на пристроях Edison Talking Pictures[джерело?].
Увійшовши в кіноіндустрію майже на її початку, Оскар Апфель почав свою кар'єру в 1911 році як режисер. Знявся у фільмах з Едісоном і Reliance у 1911 році.
Він потрапив у вищу лігу в 1914 році, коли отримав багато престижних завдань для Paramount Pictures, часто у співпраці з Сесілом Б. ДеМілем. У 1916 році він перейшов на Fox, а потім працював фрілансером у багатьох менших студіях. Його режисерська кар’єра почала згасати в 1920-х роках, і він закінчив випускати малобюджетні фільми для незначних студій. У 1927 році він залишив режисерську кар’єру та почав нову кар’єру персонажа, часто знімаючи ролі високопоставленого урядовця, банкіра, бізнесмена чи іншої авторитетної особи.
Він знявся у понад 160 фільмах між 1913 і 1939 роками, а також зняв 94 фільми між 1911 і 1927 роками.
Помер 21 березня 1938 в Голлівуді, Лос-Анджелес, Каліфорнія, США від серцевого нападу.